# Stormvogels Telstar
Stormvogels Telstar é um clube de futebol neerlandês.
O clube é o resultado da fusão do clube amador Stormvogels e o clube profissional Telstar, em 2001.
Stormvogels foi fundado em 1912. Quando futebol profissional foi introduzido nos Países Baixos, Stormvogels e neighbouring batem VSV nas ligas profissionais. Depois de problemas financeiros de ambos os clubes, os times profissionais deles foram fundidos em 17 de Julho de 1963. O novo nome do clube é Telstar, por causa do satélite de comunicação lançado naquele ano. Stormvogels e VSV retornam para as divisões amadoras. Coincidentemente, Telstar também é o nome da bola da Adidas usada nas copas de 1970 & 1974.
Seu estádio de casa é o Schoonenberg Stadion com capacidade para 3,250 pessoas e suas cores de casa são brancas.
VSV venceu a Copa dos Países Baixos em 1938.